# Mistrzostwa Europy U-17 w piłce nożnej
Mistrzostwa Europy U-16/U-17 w piłce nożnej – są corocznymi rozgrywkami, w których uczestniczą reprezentacje do lat 17 należące do UEFA. Po raz pierwszy turniej został rozegrany w 1982 roku. W latach 1982–2001 rozgrywano Mistrzostwa Europy U-16. Dopiero od 2002 Mistrzostwa Europy U-17.

## Dotychczasowe finały

### Mistrzostwa Europy U-16
| 1982 Szczegóły | Włochy     | Włochy         | 1–0               | RFN        | Jugosławia     | 0–0 p.d. (4–2 k.) | Finlandia  |
| 1984 Szczegóły | RFN        | RFN            | 2–0               | ZSRR       | Anglia         | 1–0               | Jugosławia |
| 1985 Szczegóły | Węgry      | ZSRR           | 4–0               | Grecja     | Hiszpania      | 1–0               | NRD        |
| 1986 Szczegóły | Grecja     | Hiszpania      | 2–1               | Włochy     | ZSRR           | 1–1 p.d. (9–8 k.) | NRD        |
| 1987 Szczegóły | Francja    | Włochy         | 1–0               | ZSRR       | Francja        | 3–0               | Turcja     |
| 1988 Szczegóły | Hiszpania  | Hiszpania      | 0–0 p.d. (4–2 k.) | Portugalia | NRD            | 0–0 p.d. (5–4 k.) | RFN        |
| 1989 Szczegóły | Dania      | Portugalia     | 4–1               | NRD        | Francja        | 3–2               | Hiszpania  |
| 1990 Szczegóły | NRD        | Czechosłowacja | 3–2 p.d.          | Jugosławia | Polska         | 3–2               | Portugalia |
| 1991 Szczegóły | Szwajcaria | Hiszpania      | 2–0               | Niemcy     | Grecja         | 1–1 p.d. (5–4 k.) | Francja    |
| 1992 Szczegóły | Cypr       | Niemcy         | 2–1               | Hiszpania  | Włochy         | 1–0               | Portugalia |
| 1993 Szczegóły | Turcja     | Polska         | 1–0               | Włochy     | Czechosłowacja | 2–1               | Francja    |
| 1994 Szczegóły | Irlandia   | Turcja         | 1–0               | Dania      | Ukraina        | 2–0               | Austria    |
| 1995 Szczegóły | Belgia     | Portugalia     | 2–0               | Hiszpania  | Niemcy         | 2–1 p.d.          | Francja    |
| 1996 Szczegóły | Austria    | Portugalia     | 1–0               | Francja    | Izrael         | 3–2               | Grecja     |
| 1997 Szczegóły | Niemcy     | Hiszpania      | 0–0 p.d. (5–4 k.) | Austria    | Niemcy         | 3–1               | Szwajcaria |
| 1998 Szczegóły | Szkocja    | Irlandia       | 2–1               | Włochy     | Hiszpania      | 2–1               | Portugalia |
| 1999 Szczegóły | Czechy     | Hiszpania      | 4–1               | Polska     | Niemcy         | 2–1               | Czechy     |
| 2000 Szczegóły | Izrael     | Portugalia     | 2–1 p.d.          | Czechy     | Holandia       | 5–0               | Grecja     |
| 2001 Szczegóły | Anglia     | Hiszpania      | 1–0               | Francja    | Chorwacja      | 4–1               | Anglia     |

### Mistrzostwa Europy U-17
| Rok            | Gospodarz     | Finał      | Finał             | Finał      | Mecz o 3 miejsce     | Mecz o 3 miejsce     | Mecz o 3 miejsce     |
| Rok            | Gospodarz     | Mistrz     | Wynik             | 2 miejsce  | 3 miejsce            | Wynik                | 4 miejsce            |
| -------------- | ------------- | ---------- | ----------------- | ---------- | -------------------- | -------------------- | -------------------- |
| 2002 Szczegóły | Dania         | Szwajcaria | 0–0 p.d. (4–2 k.) | Francja    | Anglia               | 4–1                  | Hiszpania            |
| 2003 Szczegóły | Portugalia    | Portugalia | 2–1               | Hiszpania  | Austria              | 1–0                  | Anglia               |
| 2004 Szczegóły | Francja       | Francja    | 2–1               | Hiszpania  | Portugalia           | 4–4 p.d. (3–2 k.)    | Anglia               |
| 2005 Szczegóły | Włochy        | Turcja     | 2–0               | Holandia   | Włochy               | 2–1 d.               | Chorwacja            |
| 2006 Szczegóły | Luksemburg    | Rosja      | 2–2 p.d. (5–3 k.) | Czechy     | Hiszpania            | 1–1 p.d. (3–2 k.)    | Niemcy               |
| 2007 Szczegóły | Belgia        | Hiszpania  | 1–0               | Anglia     | Belgia i Francja     | Belgia i Francja     | Belgia i Francja     |
| 2008 Szczegóły | Turcja        | Hiszpania  | 4–0               | Francja    | Holandia i Turcja    | Holandia i Turcja    | Holandia i Turcja    |
| 2009 Szczegóły | Niemcy        | Niemcy     | 2–1 p.d.          | Holandia   | Włochy i Szwajcaria  | Włochy i Szwajcaria  | Włochy i Szwajcaria  |
| 2010 Szczegóły | Liechtenstein | Anglia     | 2–1               | Hiszpania  | Francja i Turcja     | Francja i Turcja     | Francja i Turcja     |
| 2011 Szczegóły | Serbia        | Holandia   | 5–2               | Niemcy     | Dania i Anglia       | Dania i Anglia       | Dania i Anglia       |
| 2012 Szczegóły | Słowenia      | Holandia   | 1–1 (5–4 k.)      | Niemcy     | Polska i Gruzja      | Polska i Gruzja      | Polska i Gruzja      |
| 2013 Szczegóły | Słowacja      | Rosja      | 0–0 (5–4 k.)      | Włochy     | Słowacja i Szwecja   | Słowacja i Szwecja   | Słowacja i Szwecja   |
| 2014 Szczegóły | Malta         | Anglia     | 1–1 (5–4 k.)      | Holandia   | Portugalia i Szkocja | Portugalia i Szkocja | Portugalia i Szkocja |
| 2015 Szczegóły | Bułgaria      | Francja    | 4–1               | Niemcy     | Belgia i Rosja       | Belgia i Rosja       | Belgia i Rosja       |
| 2016 Szczegóły | Azerbejdżan   | Portugalia | 1–1 (5–4 k.)      | Hiszpania  | Holandia i Niemcy    | Holandia i Niemcy    | Holandia i Niemcy    |
| 2017 Szczegóły | Chorwacja     | Hiszpania  | 2–2 (4–1 k.)      | Anglia     | Niemcy i Turcja      | Niemcy i Turcja      | Niemcy i Turcja      |
| 2018 Szczegóły | Anglia        | Holandia   | 2–2 (4–1 k.)      | Włochy     | Anglia i Belgia      | Anglia i Belgia      | Anglia i Belgia      |
| 2019 Szczegóły | Irlandia      | Holandia   | 4–2               | Włochy     | Francja i Hiszpania  | Francja i Hiszpania  | Francja i Hiszpania  |
| 2022 Szczegóły | Izrael        | Francja    | 2–1               | Holandia   | Portugalia i Serbia  | Portugalia i Serbia  | Portugalia i Serbia  |
| 2023 Szczegóły | Węgry         | Niemcy     | 0-0 (5–4 k.)      | Francja    | Polska i Hiszpania   | Polska i Hiszpania   | Polska i Hiszpania   |
| 2024 Szczegóły | Cypr          | Włochy     | 3–0               | Portugalia | Serbia i Dania       | Serbia i Dania       | Serbia i Dania       |
| 2025 Szczegóły | · Albania     | Portugalia | 3–0               | Francja    | Belgia i Włochy      | Belgia i Włochy      | Belgia i Włochy      |
| 2026 Szczegóły | · Estonia     |            |                   |            |                      |                      |                      |
| 2027 Szczegóły | · Łotwa       |            |                   |            |                      |                      |                      |

## Osiągnięcia według krajów
| Kraj       | Triumfator | Finalista | 3 miejsce | Lata zwycięstw                                         | Lata przegranych finałów             | Lata zdobycia 3 miejsc   |
| ---------- | ---------- | --------- | --------- | ------------------------------------------------------ | ------------------------------------ | ------------------------ |
| Hiszpania  | 9          | 6         | 4         | (1986, 1988, 1991, 1997, 1999, 2001, 2007, 2008, 2017) | (1992, 1995, 2003, 2004, 2010, 2016) | (1995, 1998, 2006, 2023) |
| Portugalia | 7          | 2         | 1         | (1989, 1995, 1996, 2000, 2003, 2016, 2025)             | (1988, 2024)                         | (2004)                   |
| Holandia   | 4          | 4         | 1         | (2011, 2012, 2018, 2019)                               | (2005, 2009, 2014, 2022)             | (2000)                   |
| Niemcy     | 4          | 6         | 4         | (1984, 1992, 2009, 2023)                               | (1982, 1989, 1991, 2011, 2012, 2015) | (1988, 1995, 1997, 1999) |
| Włochy     | 3          | 6         | 3         | (1982, 1987, 2024)                                     | (1986, 1993, 1998, 2013, 2018, 2019) | (1992, 2005, 2025)       |
| Francja    | 3          | 6         | 2         | (2004, 2015, 2022)                                     | (1996, 2001, 2002, 2008, 2023, 2025) | (1987, 1989)             |
| / Rosja    | 3          | 2         | 1         | (1985, 2006, 2013)                                     | (1984, 1987)                         | (1986)                   |
| Anglia     | 2          | 2         | 2         | (2010, 2014)                                           | (2007, 2017)                         | (1984, 2002)             |
| Turcja     | 2          | 0         | 0         | (1994, 2005)                                           |                                      |                          |
| Czechy     | 1          | 2         | 1         | (1990)                                                 | (2000, 2006)                         | (1993)                   |
| Polska     | 1          | 1         | 2         | (1993)                                                 | (1999)                               | (1990, 2023)             |
| Irlandia   | 1          | 0         | 0         | (1998)                                                 |                                      |                          |
| Szwajcaria | 1          | 0         | 0         | (2002)                                                 |                                      |                          |
| Grecja     | 0          | 1         | 1         |                                                        | (1985)                               | (1991)                   |
| Jugosławia | 0          | 1         | 1         |                                                        | (1990)                               | (1982)                   |
| Austria    | 0          | 1         | 1         |                                                        | (1997)                               | (2003)                   |
| Dania      | 0          | 1         | 1         |                                                        | (1994)                               | (2024)                   |
| Ukraina    | 0          | 0         | 1         |                                                        |                                      | (1994)                   |
| Izrael     | 0          | 0         | 1         |                                                        |                                      | (1996)                   |
| Chorwacja  | 0          | 0         | 1         |                                                        |                                      | (2001)                   |
| Serbia     | 0          | 0         | 1         |                                                        |                                      | (2024)                   |
| Belgia     | 0          | 0         | 1         |                                                        |                                      | (2025)                   |